# ریوجی ساواکامی
ریوجی ساواکامی (انگلیسی: Ryuji Sawakami؛ زادهٔ ۸ اکتبر ۱۹۹۳) بازیکن فوتبال اهل ژاپن است.
از باشگاه‌هایی که در آن بازی کرده‌است می‌توان به باشگاه فوتبال سرزو اوساکا اشاره کرد.